# Heinrich Hußmann (Informatiker)

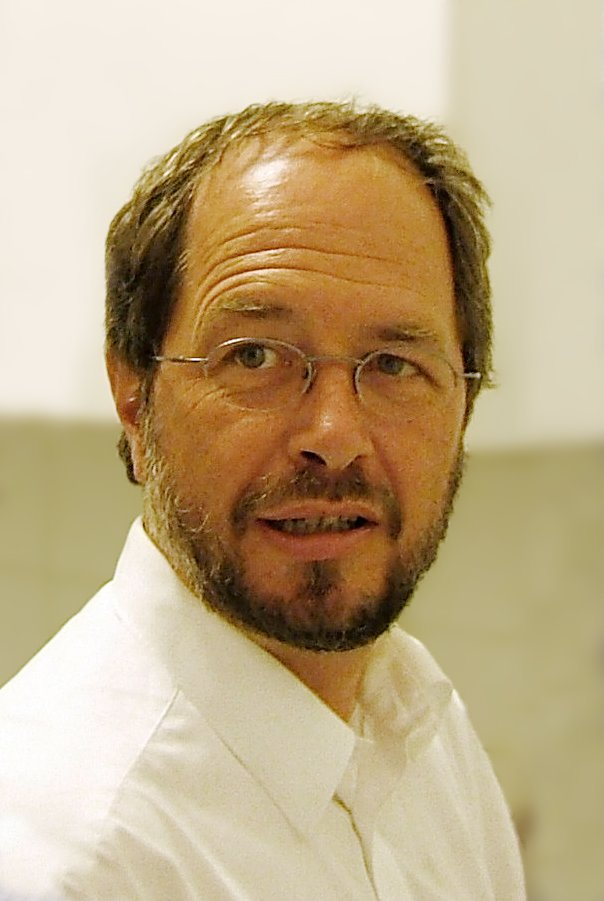
Heinrich Hußmann (2005)

Heinrich Hußmann (* 4. Mai 1959 in München; † 23. Mai 2022 in Starnberg) war ein deutscher Informatiker. Er war Professor für Medieninformatik an der Ludwig-Maximilians-Universität München.

## Biografie
Nach dem Studium der Informatik an der Technischen Universität München (TU München) arbeitete Hußmann von 1983 bis 1989 als wissenschaftlicher Mitarbeiter an der Universität Passau. Dort promovierte er 1989 mit dem Thema "Nichtdeterministische Algebraische Spezifikationen" bei Manfred Broy. Von 1989 bis 1994 war er Akademischer Rat an der Fakultät für Informatik der TU München. Dort habilitierte er 1994 zum Thema "Formal Foundations for SSADM". Für seine Habilitationsschrift erhielt er 1995 den Software-Engineering-Preis der Ernst-Denert-Stiftung.
Von 1994 bis 1997 arbeitete er als Systems Engineer im Bereich Öffentliche Kommunikationsnetze (Vorfeldentwicklung) der Siemens AG, München. Dort arbeitete er in mehreren von der EU geförderten Projekten mit und wurde 1996 Leiter einer Dienststelle für Systemplanung und Systemarchitektur neuer Netzdienste.
Im Jahr 1997 nahm Hußmann den Ruf auf eine Professur für Softwaretechnologie an der TU Dresden am Institut für Software- und Multimediatechnik an.
Von 2003 bis zu seinem Tod 2022 leitete er den Lehrstuhl für Medieninformatik an der Ludwig-Maximilians-Universität München (LMU). Von 2009 bis 2011 bekleidete er das Amt des Dekans der Fakultät für Mathematik, Informatik und Statistik der LMU und von 2017 bis 2020 das Amt des Direktors des Instituts für Informatik. Seit 2017 war er Research Fellow für Human-Centric Engineering am fortiss-Institut in München.
Heinrich Hußmann starb am 23. Mai 2022 an den Folgen eines Herzinfarkts.

## Veröffentlichungen (Auswahl)
- R. Malaka, A. Butz, H. Hußmann: Medieninformatik :  eine Einführung. Pearson Studium, 2009.
- H. Hußmann, G. Meixner, D. Zühlke: Model-Driven Development of Advanced User Interfaces. Springer, Berlin/Heidelberg 2011. doi:10.1007/978-3-642-14562-9
- H. Hußmann, A. Wiethoff (Hrsg.): Media Architecture : Using Information and Media as Construction Material. De Gruyter, 2017. doi:10.1515/9783110453874
- F. Almeida, M. T. Andrade, N. Blefari Melazzi, R. Walker, H. Hußmann, I. S. Venieris: Enhancing the Internet with the CONVERGENCE System: An Information-centric Network Coupled with a Standard Middleware. Springer, 2014. doi:10.1007/978-1-4471-5373-3